# バリー・オースティン
バリー・オースティン（1968年9月17日 - 2021年1月1日）は、イングランド、ウェスト・ミッドランズのキャッスル・ブロムウィッチ出身の男性で、イギリスで最も太った男として広く知られていた。

## 生活
複数の報道によれば、ピーク時の体重は320kgだったという。
オースティンがマスコミやテレビに出演するのは、たいていの場合、国民の肥満率が憂慮すべきほど増加しているという時事問題に関連したものだった。そのため、BBCの『ブレックファスト・ニュース』のようなニュースや時事番組でコメントを求められることもあった。オースティンはSky Oneのドキュメンタリー番組『Inside Britain's Fattest Man』の主役でもあり、同じシルヒリアンのリチャード・ハモンドがSF映画『ファンタスティック・ヴォヤッジ』（1966年）風にプレゼンターを務めた。この番組によると、オースティンは通常1日29,000キロカロリー以上を摂取しており、これは英国人男性の1日の平均摂取カロリーの10倍以上である。また、夜間の外出では最高40パイント（19L）を飲むとも報じられた。以前、イギリスで最も体重の重い男性についてのドキュメンタリー番組『The Fattest Men in Britain（イギリスで最も太った男たち）』が放送され、オースティンが取り上げられたが、当時は体重も軽く、動きも活発であったオースティンは、積極的に社交的な生活を送り、バーミンガムのクラブ・サーキットでは有名人のような存在であり、バーミンガム・シティF.C.のホームゲームでは非常に目立つサポーターであったと報じられている。しかし、2011年2月27日、フットボール・リーグ・カップ決勝でアーセナルに2-1で勝利し、優勝を飾ったウェンブリー・スタジアムでの試合には、体が大きすぎて席を確保できなかった。この時、彼の体重は40ストーン（254kg）もあった。
両ドキュメンタリーによると、オースティンの最大の問題は脚だった（後者のプログラムでは、彼の運動能力は著しく低下していた）。その巨大さと心臓からの距離のために血液が不足し、定期的にひどい細菌感染に見舞われ、腫れ上がり、苦悶の表情を浮かべ、家では身動きがとれなくなっていた。2005年9月、オースティンは命を救うため、1日の摂取カロリーをわずか1,500キロカロリーに制限し、減量に専念した。
2009年11月、オースティンの現在の体重は40ストーンで、少なくとも10ストーンの減量に挑戦するため、新たなダイエット計画をスタートさせたと報じられた。また、ピーク時の体重は65ストーンだったと報じられた。
2009年12月、オースティンはティモシー・スポールとボビー・ボール主演のITV1のコメディドラマ『The Fattest Man in Britain』で「ビッグ・ブライアン」を演じた。
オースティンは2021年1月1日、心臓発作のため52歳で死去した。